# Casares de las Hurdes
Casares de las Hurdes is een dorp en gemeente in de Spaanse provincie Cáceres in de regio Extremadura. Casares de las Hurdes heeft 413 inwoners (1 januari 2016).

## Galerij

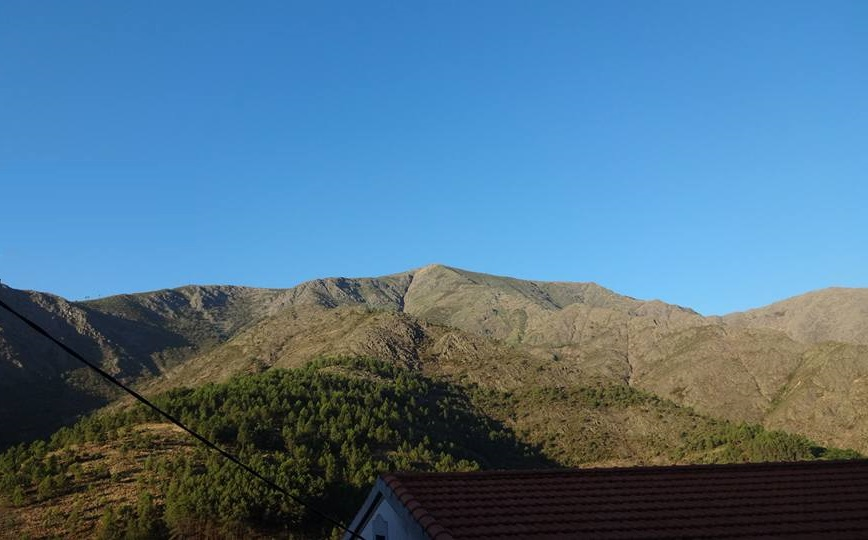
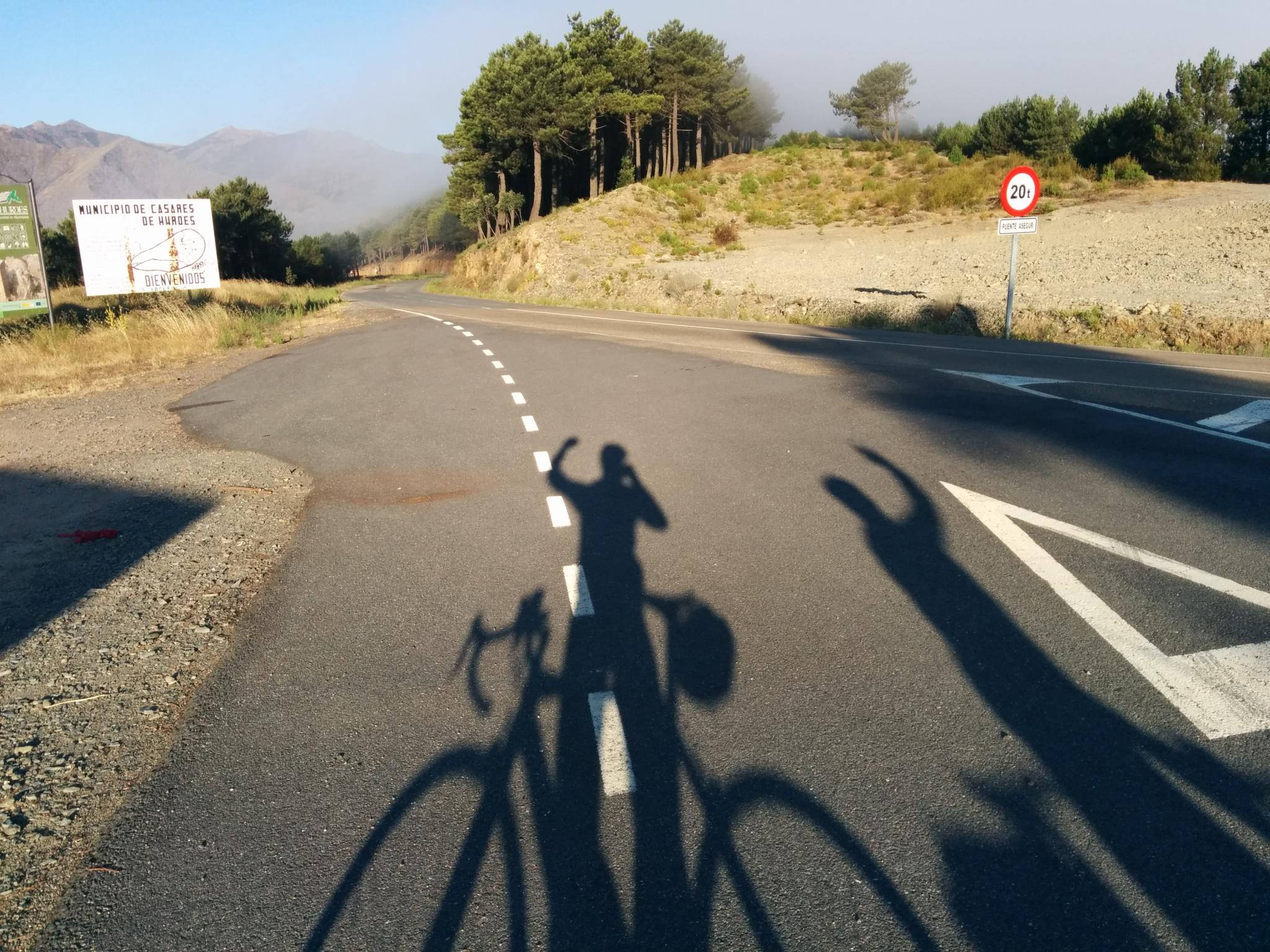

## Burgemeester
De burgemeester van Casares de las Hurdes is Olegario Rodríquez Sánchez.

## Geografie
Casares de las Hurdes heeft een oppervlakte van 21 km² en grenst aan de gemeenten Agallas, Nuñomoral, Ladrillar en Serradilla del Llano.

## Demografische ontwikkeling
Bron: INE, 1857-2011: volkstellingen